# Тоса-Сімідзу
То́са-Шімі́дзу (яп. 土佐清水市, とさしみずし, МФА: [tosa ɕimʲid͡zu ɕi̥]?) — місто в Японії, в префектурі Коті. Розташоване в південно-західний частині префектури.    Отримало статус міста 1954 року. Площа становить 266,56 км². Станом на 1 липня 2012 року населення складало 15 468  осіб, густота населення — 58 осіб/км².     

## Демографія
Згідно з даними перепису населення Японії, населення Тоса-Сімідзу з 80-х років скоротилося у 2 рази. Станом на 1 жовтня 2020 року населення складало 12 388 осіб, з яких чоловіків — 5842 осіб, жінок — 6546 осіб. Густота населення — 46,51 осіб/км².